# Rzędzina
Rzędzina (niem. Flucht) – przysiółek wsi Włodowice w Polsce, położony w województwie dolnośląskim, w powiecie kłodzkim, w gminie Nowa Ruda.

## Położenie
Rzędzina leży w Sudetach Środkowych, na granicy północnej części Wzgórz Włodzickich i Gór Suchych, w dolinie Marcowskiego Potoku, na wysokości około 420–450 m n.p.m.

## Podział administracyjny
W latach 1975–1998 przysiółek administracyjnie należał do województwa wałbrzyskiego.

## Historia
Rzędzina powstała na początku XIX wieku jako kolonia Włodowic, początkowo była tu tylko 1 zagroda. W 1825 roku miejscowość liczyła 5 gospodarstw, w 1840 roku ich liczba wzrosła do 8. W następnych latach osada jeszcze nieco rozwinęła się. W 1933 roku Rzędzina liczyła 104 mieszkańców. Po 1945 roku miejscowość znacznie się wyludniła, w 1978 roku było tu 13 gospodarstw rolnych, obecnie jest ich zaledwie kilka.

## Kultura
W ramach  Festiwalu Góry Literatury 8.07.2017 r. została otwarta Droga chlebowa na trasie Šonov – Włodowice, a w przysiółku wsi Rzędzina odbywały się spotkania z pisarzami, na których wystąpili: Swietłana Aleksijewicz, Ireneusz Grin, Magdalena Grzebałkowska, Karolina Korwin Piotrowska, Ewa Lipska, Radek Rak, Justyna Sobolewska, Andrzej Stasiuk, Małgorzata Szejnert, Monika Sznajderman, Adam Wajrak.

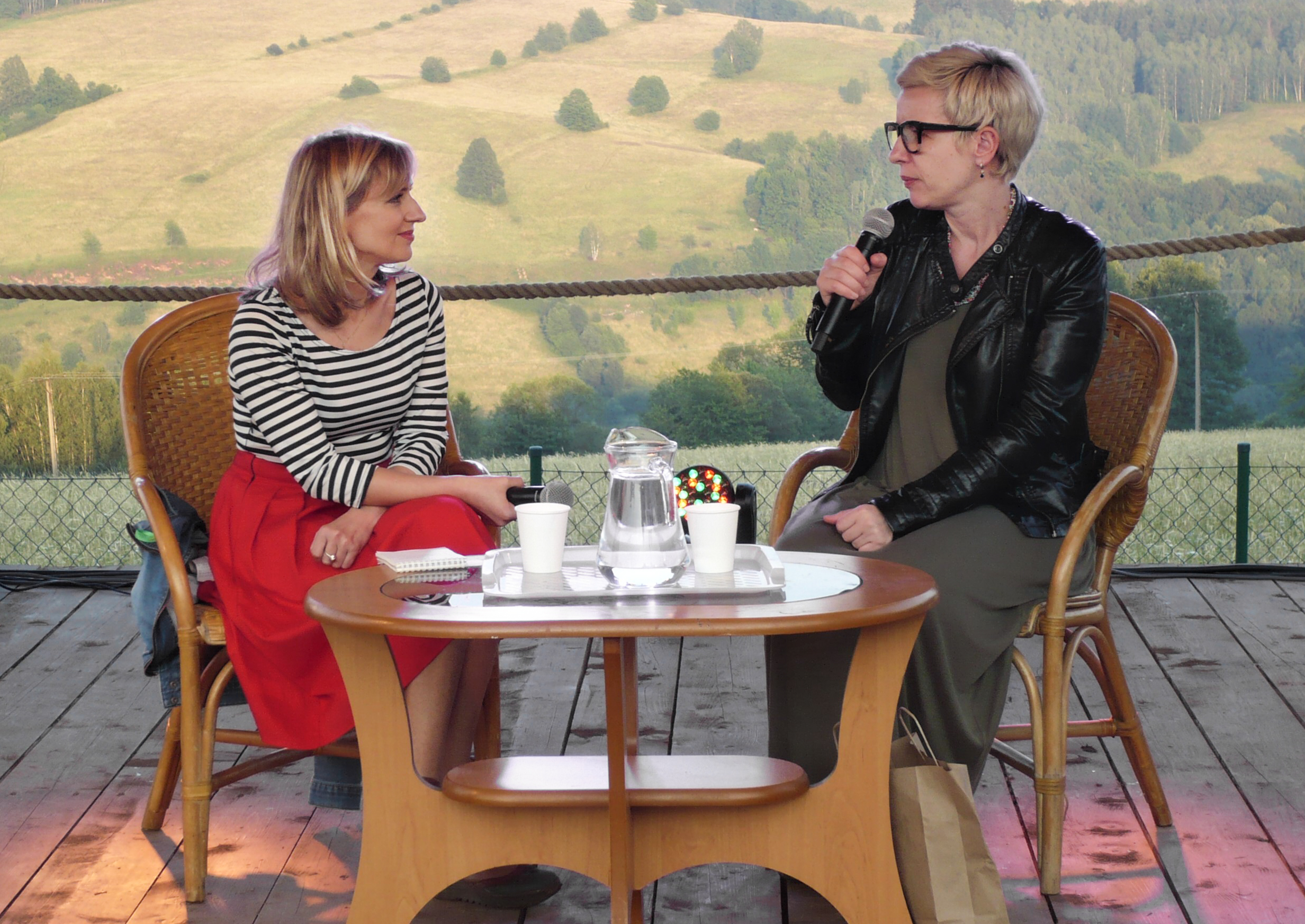
Justyna Sobolewska i M. Grzebałkowska
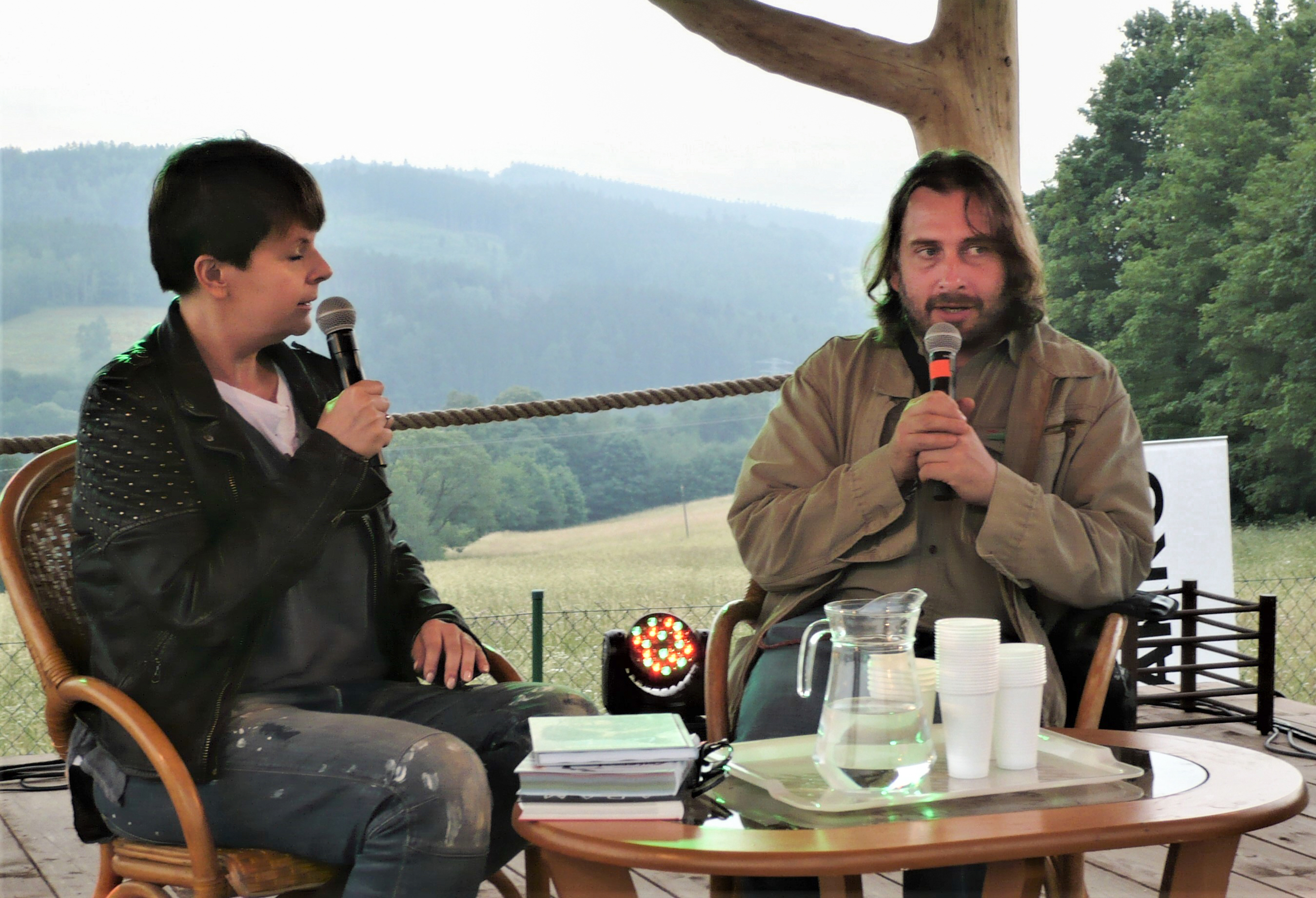
K. Korwin Piotrowska i Adam Wajrak